# Левин, Владимир Соломонович
Влади́мир Соломо́нович Ле́вин (1897—1934) — активный участник гражданской войны на высоких командных должностях Красной армии, стоял у истоков становления Военно-политического института Красной Армии имени Н. Г. Толмачёва (первый начальник Института с января по декабрь 1920 года). В 1926 году как активный сторонник Г. Е. Зиновьева принудительно демобилизован). Расстрелян в числе первых 13 жертв Большого террора «по делу об убийстве Кирова» и полностью вычеркнут из истории всех воинских частей, включая историю Института Красной Армии имени Н. Г. Толмачёва, полностью реабилитирован 1990 году.
Родился в г. Невель Псковской области в семье владельца магазина Залмана-Гирша Пинсаховича и Таубы Борисовны (Щедринской). В семье было 5 детей (четыре сына и дочь: Борис (1891—1937), Давид (1892—1920), Владимир, Моисей (1902—1968), Бася 1895—1971).
Окончил 4 класса гимназии. Экстерном сдал экзамены на звание «аптекарского помощника» при медицинском факультете Императорского Дерптского университета. С 15 лет работал в аптеке. С 1916 года работал в аптеке на Выборгской стороне Петрограда. С 1917 года — Член союза лечебников (председатель, член правления) Петрограда.
Член Российской социал-демократической рабочей партия (большевиков) — РСДРП(б) с марта 1917 года (членский билет № 1006970). С 27 октября (9 ноября) 1917 года комиссар Петроградского Военно-революционного комитета (комиссар городских больниц).
С января 1918 года в рядах Красной армии, комиссар 10-й дивизии. С 1918 до января 1920 года комиссар санитарного управления 7-й армии. Во время службы в 1919 году пересекался с уполномоченным 7-й армии Толмачевым Н. Г. С января 1920 по декабрь 1920 года Начальник Института им. Н. Г. Толмачева (ныне это Военный университет Министерства обороны России). В 1921—1922 годах, с согласия Политического управления Петроградского военного округа, в качестве стороннего слушателя обучался на факультете Общественных наук Петербургского университета на Экономическом отделении.
В 1922 году начальник политотдела 16-й дивизии, начальник политотдела 20-й дивизии, начальник политотдела Петроградского укрепрайона. В октябре 1924 года сроком на один год направлен в специальную командировку в Китай от Главного разведывательного управления РККА. В 1925 году начальник политотдела спецвойск. Делегат XII съезда РКП(б) c совещательным голосом. Делегат XIV съезда ВКП(б) с решающим голосом. Делегат ряда Всероссийских и Всесоюзных съездов советов, член Ленинградского Губернского комитета ВКПб (1924—1925), член Петросовета и Ленсовета. Решением ЦКК в 1926 году исключен из партии. Обвинение: вместе с другими военными работниками «вел подпольную фракционную работу в воинских частях Ленинградского военного округа». Демобилизован из рядов Красной армии. Восстановлен в партии решением ЦКК от 2 марта 1927 года с сохранением партстажа.
С 1926 года по 1930 год работал заведующим аптекой № 1 Центрально-городского района в Ленинграде, аптекой в Череповце, управляющим районным отделением Медснабторга в г. Луга Ленинградской области. С марта 1930 года по май 1931 года член правления Медснабтрргпром.
18 декабря 1927 года решением XV съезда ВКП(б) исключён из партии вместе с другими «видными членами троцкистско-зиновьевского блока». 22 июня 1928 года восстановлен в партии решением Центральной Контрольной Комиссии ВКП(б) с сохранением прежнего партстажа.
Назначен председателем Ленинградского жилищно-арендного кооператива (1930—1934). Общее число пайщиков — 636414. Получил квартиру на улице Красных Зорь, д. 55, кв. 13. (Каменноостровский пр., 55/ ул. Профессора Попова, 29).
В конце 1932 года в связи с тяжелым продовольственным положением в Ленинграде и Ленинградской области командирован с ответственным заданием в Западную Сибирь для организации мясозаготовок и отгрузки в Ленинград. Командировочное удостоверение, дающее особые полномочия, было подписано С. М. Кировым.
Арестован органами НКВД 10 декабря 1934 года по обвинению в создании Ленинградского террористического центра и организации убийства С. М. Кирова. Исключен из партии 15 декабря 1934 года. Среди привлеченных с 1 декабря 1934 года к готовящемуся процессу не хватало зиновьевцев — лидеров из высшего военного политического состава лично знакомых с Г. Е. Зиновьевым. В. С. Левин хранил ленинградскую часть архива Г. Е. Зиновьева и отвез его в 1928 году в Разлив, передав на хранение Кондратию Емельянову, у отца которого, Николая Емельянова, скрывались в Разливе летом 1917 года Ленин В. И. и Зиновьев Г. Е. НКВД ранее разрабатывало В. С. Левина и его окружение как зиновьевцев в рамках дела «Свояки». Вероятно, к 10 декабря было принято решение добавить группу из дела «Свояки» к процессу. Следует отметить, что никто из разрабатываемых по делу «Свояки» ранее не знал Л. Н. Николаева.
Военной коллегией Верховного Суда СССР 29 декабря 1934 года В. С. Левин признан виновным в том, что, являясь активным членом «Ленинградского центра», «в 1933—1934 гг. совместно с 12 другими бывшими участниками зиновьевской группы организовал подпольную контрреволюционную террористическую группу, целью которой являлась дезорганизация руководства Советского правительства и изменение политики партии и правительства в духе зиновьевско-троцкистской платформы». С этой целью, утверждалось в приговоре, участники «Ленинградского центра» выработали план и организовали убийство члена Президиума ЦИК СССР, члена Политбюро ЦК ВКП(б), Секретаря ЦК и ЛК ВКП(б) Кирова С. М. Сразу по вынесении приговора Военной коллегии Верховного Суда СССР утром 29 декабря 1934 года расстрелян в подвале здания управления НКВД на Литейном проспекте вместе с 12 другими обвиняемыми (первые 13 жертв большого террора), а также Николаевым Л.Н, убившем С. М. Кирова по существующей официальной версии.
24 августа 1936 года имя В. С. Левина фигурировало в выступлении А. Я. Вышинского по делу «троцкистско-зиновьевского террористического центра». Вышинский А. Я. ссылался на полученные в ходе следствия признания Зиновьева, что Бакаев (И. П. Бакаев был дружен с В. С. Левиным со времен гражданской войны) ездил к Левину в Ленинград для конспиративных целей террористического порядка; выбор Зиновьевым Бакаева для подготовки убийства Кирова был вызван тем, что Бакаев был наиболее близко связан с Левиным, который был руководителем ленинградской террористической подпольной организации.
Постановлением Пленума Верховного Суда СССР от 30 ноября 1990 года Левин В. С. полностью реабилитирован посмертно.

## Семья
Жена: Левина (Березина) Прасковья Михайловна (1899, Санкт-Петербург—1986, Уфа). После расстрела Левина В. С. была выслана с сыном-школьником в начале 1935 года в Стерлитамак (Башкирия). В послевоенные годы жила у своей сестры в Уфе. Работала кассиром в магазине до выхода на пенсию.
Сын: Левин Евгений Владимирович (1925, Ленинград—1943). Был призван в Красную армию в начале 1943 года и сразу погиб под Сталинградом.